# Mariano Pernía
Mariano Andrés Pernía (Buenos Aires, 4 de maio de 1977) é um ex-futebolista argentino naturalizado espanhol.

## Carreira
Joga como lateral-esquerdo e é de característica ofensiva. Em abril de 2006 conseguiu a dupla nacionalidade, e foi convocado para a seleção espanhola devido a contusão de Asier del Horno, jogando de titular. É o jogador de defesa que mais fez gols na Liga, desde Ronald Koeman.
Passou por vários clubes da Argentina, como San Lorenzo e Independiente. Sua última temporada no Getafe da Espanha lhe abriu as portas para jogar no Atlético de Madrid, na temporada 2006/07.
Em 2010, Pernia acerta com o Nacional.
Em 2011, jogou pelo Tigre.